# Becket (película)
Becket es una película británica de 1964, dirigida por Peter Glenville y protagonizada por Richard Burton y Peter O'Toole en los papeles principales, que adapta la obra teatral Becket ou l'Honneur de Dieu (1959) de Jean Anouilh. Fue galardonada con importantes premios cinematográficos internacionales.

## Sinopsis
En el siglo XII, Thomas Becket (Richard Burton) es el canciller y amigo cercano del rey Enrique II de Inglaterra (Peter O'Toole). El rey lo promueve al cargo de arzobispo de Canterbury, a la muerte de este. Becket se siente entonces imbuido en su nueva religiosidad, lo que lo lleva a convertirse en un rival del rey.

## Reparto
- Richard Burton - Tomás Becket, arzobispo de Canterbury
- Peter O'Toole - Enrique II de Inglaterra
- John Gielgud - Luis VII de Francia
- Paolo Stoppa - Papa Alejandro III
- Donald Wolfit - Gilbert Foliot, obispo de Londres
- David Weston - Hermano John
- Martita Hunt - Emperatriz Matilde de Inglaterra
- Pamela Brown - Reina Leonor de Aquitania
- Siân Phillips - Gwendolen
- Felix Aylmer - Teobaldo de Bec, arzobispo de Canterbury
- Gino Cervi - Cardenal Zambelli

## Premios
Premios en el Reino Unido
- Premio BAFTA 1965: a la mejor dirección de arte británica (John Bryan).
- Premio BAFTA 1965: a la mejor fotografía británica (Geoffrey Unsworth).
- Premio BAFTA 1965: al mejor vestuario británico (Margaret Furse).
- Premio British Society of Cinematographers 1964: a la mejor fotografía (Geoffrey Unsworth).

Premios en Estados Unidos
- Premio Oscar 1965: Al mejor guion basado en otro medio (Edward Anhalt).
- Premio Globo de Oro 1965: a la mejor película – drama
- Premio Globo de Oro 1965: al mejor actor – drama (Peter O’Toole).
- Premio National Board of Review 1964: a la mejor película.
- Premio Laurel de Oro 1965: a la mejor actuación masculina (Richard Burton).
- Premio WGA 1965: al mejor guion (Edward Anhalt).

Premios en España
- Premio Fotogramas de Plata 1965: Mejor intérprete de cine extranjero (Richard Burton)
- Medalla del Círculo de Escritores Cinematográficos a la mejor película extranjera (1964).[2]
- Premio Sant Jordi de cine 1965: a la mejor actuación en película extranjera (Peter O’Toole).